# Anastathes parallela
Anastathes parallela là một loài bọ cánh cứng trong họ Cerambycidae.